# M/S Ramsö
M/S Ramsö är ett av Waxholmsbolagets tidigare fartyg. Hon sattes i trafik i oktober 1964 och har sedan dess trafikerat Stockholms mellersta och södra skärgård. Under en lång rad år var hon ordinarie vinter- och godsbåt på Husarötraden. Ramsö genomgick i Danmark 1989 en omfattande renovering, bland annat byttes maskinen till den nuvarande MAN B&W Alpha 6L23/30-dieselmotorn med en effekt på 625 kW. Liksom systerfartyget M/S Skarpö är Ramsö numera såld, ägare är rederi Ballerina, med verksamhet i Stockholm. Vintrarna 2020 och 2021 trafikerade Ramsö SL:s linje 80 i Stockholms hann. Vintern 2023 trafikerade fartyget SL:s linje 83 Stockholm-Vaxholm-Rindö under två veckor, då uthyrd till Blidösundsbolaget. Ramsö har ytterligare ett systerfartyg: M/S Tynningö.